# Warta
Warta (tysk: Warthe; latin: Varta) er en biflod til Oder i det vestlige og centrale Polen. Med en længde på ca. 808 km er det landets tredjelængste flod. Warta har et afvandingsareal på 54.529 km2. Floden er forbundet med Wisła via floden Noteć og Bydgoszcz-kanalen nær Bydgoszcz.

## Afvandingsområde og bifloder
Warta udspringer i voivodskabet Schlesien nær Zawiercie, flyder gennem voivodskabet Łódźsk, voivodskabet Storpolen og voivodskabet Lubusz, hvor den munder ud i Oder nær Kostrzyn ved grænsen til Tyskland.
Wartas opland i Storpolen var det oprindelige Polen, det menes at polakker  (polsk: Polanie), en vestslavisk stamme, beboede Wartas opland fra 700.tallet. Floden er nævnt i den anden strofe af den polske nationalsang "Mazurek Dąbrowskiego".

### Bifloder til Warta
| - Widawka - Ner - Wełna - Noteć | - Liswarta - Prosna - Obra - Postomia |

### Større byer ved Warta
| - Częstochowa - Poznań - Gorzów Wielkopolski - Zawiercie | - Myszków - Koło - Konin - Śrem | - Luboń - Oborniki - Kostrzyn |